# De Kus (beeld)

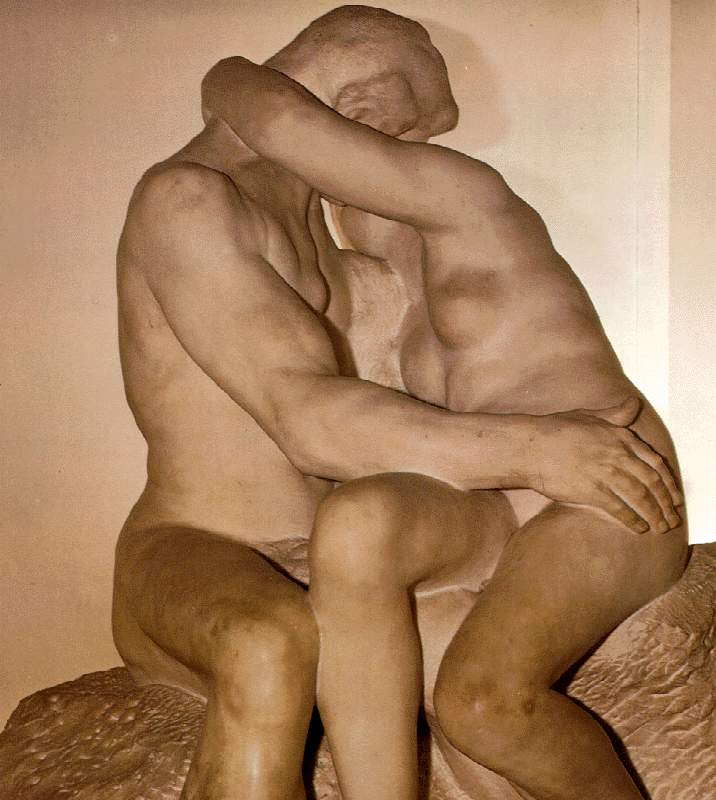
Auguste Rodin: De Kus, 1886

De Kus is een beeldhouwwerk van de Franse beeldhouwer Auguste Rodin.
In 1886 creëerde de Franse meester Auguste Rodin zijn Baiser of De Kus. Geïnspireerd, net als bij zijn bronzen Porte de l'Enfer, door Dantes Divina Commedia, symboliseerde hij het verhaal van Paolo Malatesta en Francesca da Rimini in het sensuele thema van het koppel.
Een reflectie van de meester hieromtrent was: Grote beeldhouwers zijn evengoed koloristen als de beste schilders. Trouwens de kleur is als de bloem van het mooie modelé. Deze twee kwaliteiten vergezellen elkaar telkens weer en zij zijn het die aan alle meesterwerken van de beeldhouwkunst het schitterend aspect van het levende vlees geven.